# Wallfahrtskirche Hl. Mutter Anna (Annabrunn bei Flossing)
Die Wallfahrtskirche Hl. Mutter Anna ist die nach der Heiligen Anna, der Mutter Mariens, benannte römisch-katholische Dorfkirche von Annabrunn, einem Ortsteil der Gemeinde Polling in Oberbayern. Die Kirche steht als Baudenkmal in der Gemeinde Polling mit der Aktennummer D-1-83-136-6 unter Denkmalschutz und gehört zur Pfarrei Flossing im Pfarrverband Kraiburg-Flossing, welcher dem Dekanat Mühldorf im Erzbistum München und Freising zugehörig ist.

## Geschichte

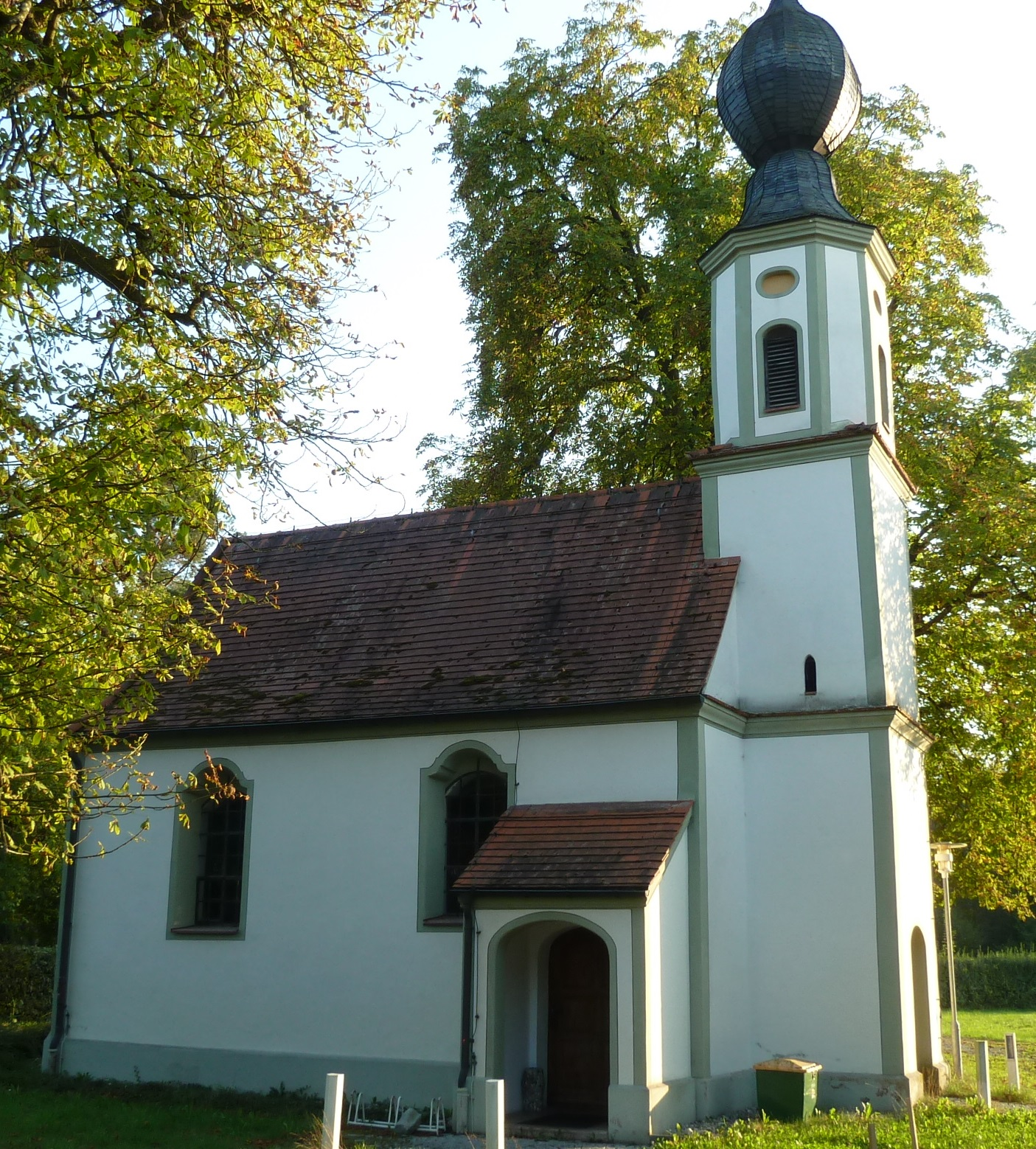
Wallfahrtskirche Hl. Mutter Anna Annabrunn, Pfarrei Flossing

Die Entwicklung nahm ihren Ausgang von der nahen, 1625 als wundertätig beschriebenen Annaquelle. Neben dem „Haill oder Wildt Padt“ (Heil- oder Wildbad) befand sich 1628 „in ainer Holzhütten (...) der Heylgen Frauen Anna Pildtnüs von Holzwerck“, also eine hölzerne Figur der Heiligen Anna, die Anlass gab für den Kapellenbau (1628/29). An diese fromme Stiftung und die Kirchweihe am St.-Anna-Tag (26. Juli) durch den Chiemseer Bischof Johann Christoph von Liechtenstein-Kastelkorn erinnert eine Inschrift von 1629 in der Kirche, an den Mühldorfer Stifter Wolfgang Schmid († 1634) und seine Frau Ursula geb. Behr (bzw. Perin, † 1657) eine Rotmarmorgrabplatte.
1748 wurde die Kirche durch Joseph Schmid restauriert und im zeitgenössischen Rokoko ausgestaltet.
1750 bauten die Besitzer des Schlosses Guttenburg neben der Kirche ein Waldschlösschen, das später zunächst zu einem Bad- und Gasthaus, dann nach 1926 zu einem Fachkrankenhaus wurde. Für dessen Erweiterung (Anbau eines Speisesaals) wurde die Quelle in den 1960er Jahren umgeleitet und überbaut. Der unmittelbare Bezug zwischen Quelle und Kirche ging damit verloren, doch an den Ursprung des Ortes als „Haill oder Wildt Padt“ erinnern noch mehrere Darstellungen in der Kirche.

## Beschreibung
Das Langhaus der Saalkirche ist in zwei Joche gegliedert. An der südöstlichen Seite schließt ein dreiseitig geschlossener Chor an. Das Gewölbe mit seinen bäuerlichen Rokokomalereien stellt Szenen aus dem Leben der Kirchenpatronin, der heiligen Anna dar.
An der rechten Seitenwand befindet sich das mit einer Platte aus rotem Marmor bedeckte Grab des Kirchenstifters Wolfgang Schmid († 10. Februar 1634) und seiner am 18. August 1657 verstorbenen Frau.
Der an der Westseite aufgesetzte Giebelreiter schließt nach oben mit einem Zwiebelturm ab.

## Ausstattung
Im Zentrum des Hochaltars aus dem frühen 18. Jahrhundert steht eine spätgotische Skulptur der Anna selbdritt.

## Deckenfresken
Die Decke des nur 8,00 × 4,50 m messenden Langhauses wurde um 1757/59 mit sieben Fresken dekoriert, und zwar mit drei größeren, polychrom gemalten Bildern entlang der Mittelachse sowie vier monochromen kleineren Darstellungen in den Stichkappen des Gewölbes. Der 1,50 × 4,50 m messende Altarraum ist nicht freskiert. Hinzu kommen ein bei einer Restaurierung (vor 1976) freigelegtes Wandfresko an der Eingangswand, das den als heilkräftig geltenden St.-Anna-Heilsbrunnen bei der Kirche zeigt, sowie ein 1982 freigelegtes Apostelkreuz-Fresko (und elf vom Restaurator Karl Holzner ergänzte Apostelkreuze).
Die drei größeren Bilder sind mit kräftigen, gelb gefassten Stuckprofilen gerahmt und von dichter Rocailleornamentik umgeben. Das Hauptbild (2,60 × 2,60 m) zeigt die Verkündigung der Geburt Mariens durch einen Engel. Dabei entspricht die Darstellung der gleichzeitigen Verkündigung an Anna in ihrem Garten (hier angedeutet durch zwei prächtige Blumenvasen) und an Joachim auf dem Hirtenfeld (rechts im Bild) einer auf das Mittelalter zurückgehenden Tradition. Der im Bildzentrum schwebende Verkündigungsengel zeigt der werdenden Mutter Anna ein Medaillonbild ihrer Tochter Maria, die bereits erwachsen in kniend anbetender Haltung dargestellt ist. Im oberen Teil schließt die Heilige Dreifaltigkeit das Fresko ab.
Inhaltlich schließt sich das Fresko über dem Eingang daran an. In halber Bildgröße (1,30 × 2,60 m) zeigt es die Geburt Mariens. Vor dem Altarraum ist in einem Fresko derselben Größe die Heilige Anna als Patronin der Kirche dargestellt, auf Wolken sitzend, zu ihren Füßen die Kirche von Annabrunn in der Landschaft, mit Bittflehenden und Stiftern. 
Die beiden kleinen, monochrom auf gelbem Grund gemalten Fresken in den Gewölbe-Stichkappen des westlichen Langhausjochs zeigen Anna vor dem jüdischen Hohepriester – denn Anna und Joachim beteten alljährlich im Tempel von Jerusalem um ein Kind – und gegenüber eine von der Sonne beschienene Perlmuschel als Sinnbild: Wie die Muschel die Perle hervorbringt, so schenkte Anna der Christenheit die Gottesmutter. Die tiefere theologisch-spirituelle Bedeutung geht aus der Legenda aurea des Jacobus a Voragine hervor und bezieht sich auf den späten Kindersegen von Joachim und Anna: Wie die Perle lange Zeit in der Muschel ruht, bis sie durch die Sonne offenbar wird, so „verschließt der Herr den Leib eines Weibes,“ damit schließlich „desto wunderbarlicher (...) offenbar werde, dass das Kind ein Gottesgeschenk sei und nicht eine Frucht leiblicher Gier.“

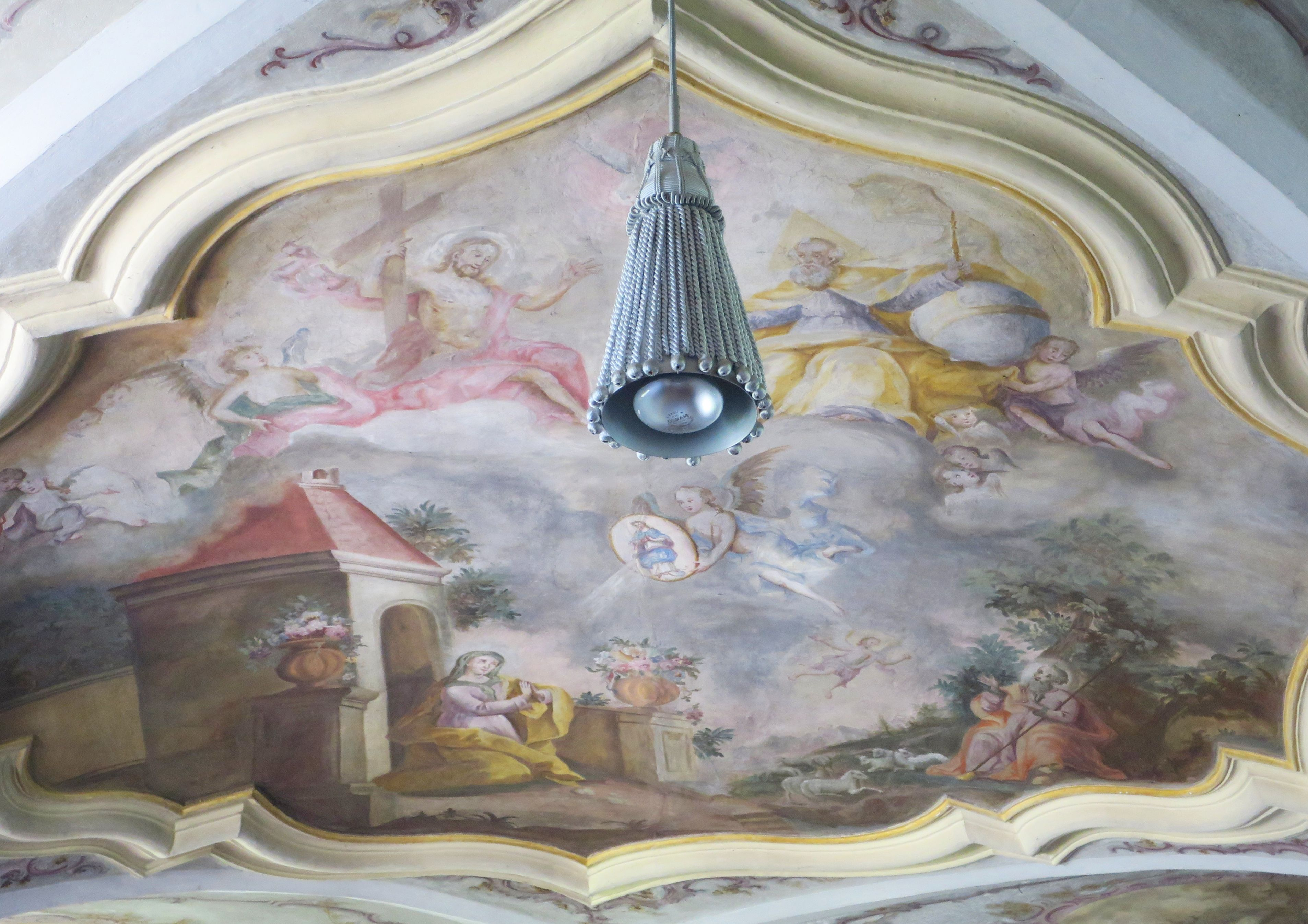
Verkündigung der Geburt Mariens (und störende Deckenleuchte)
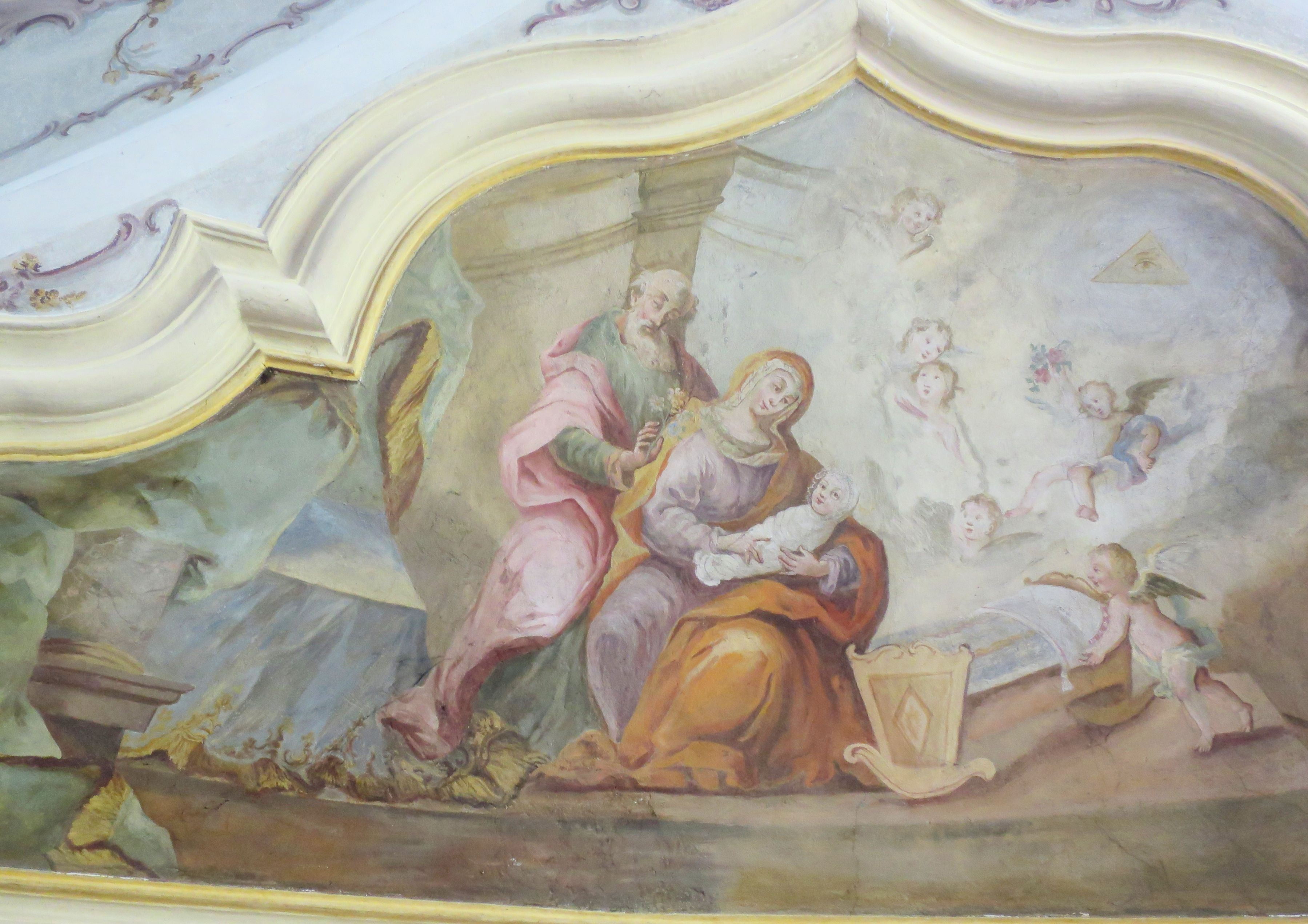
Geburt Mariens
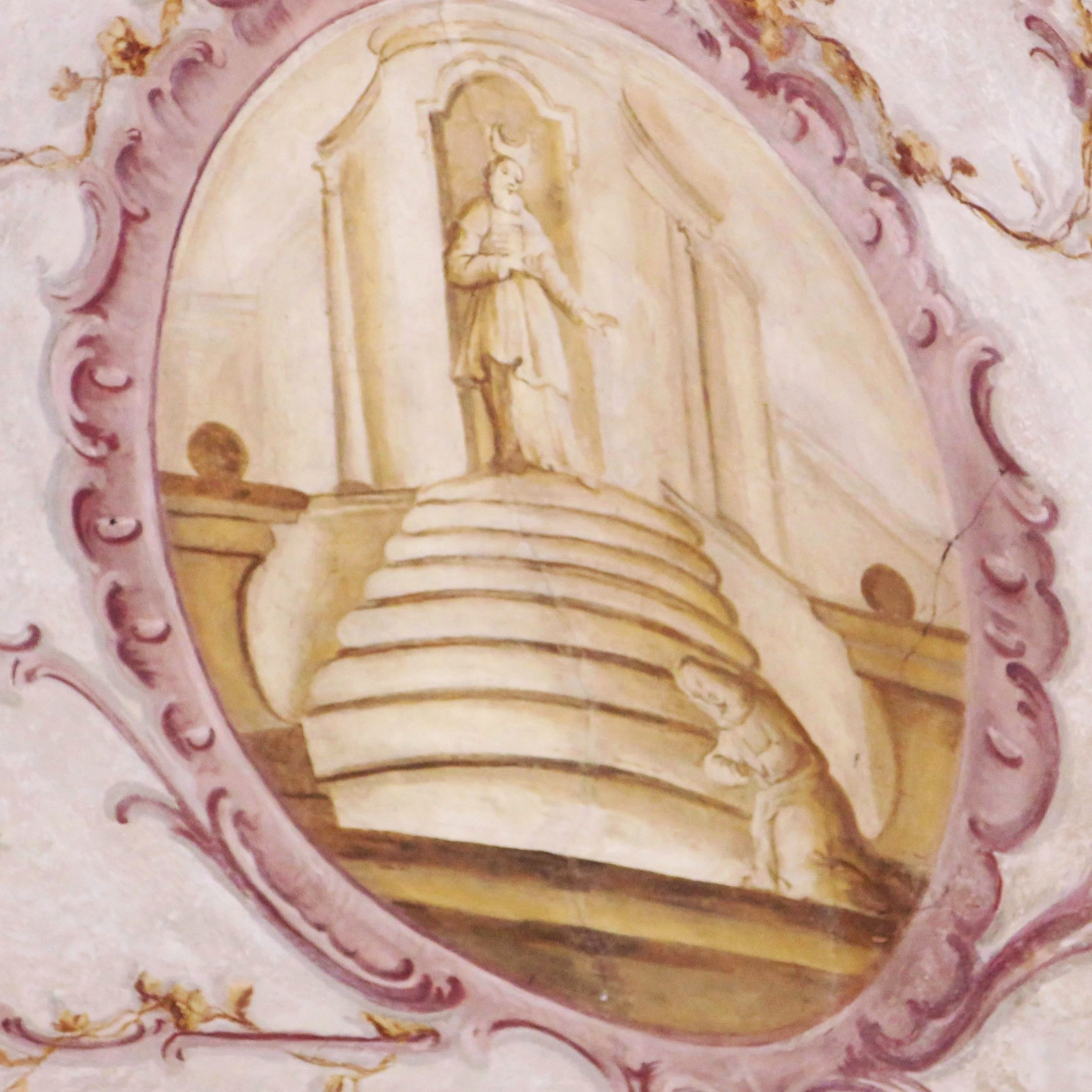
Anna vor dem Hohepriester des Tempels
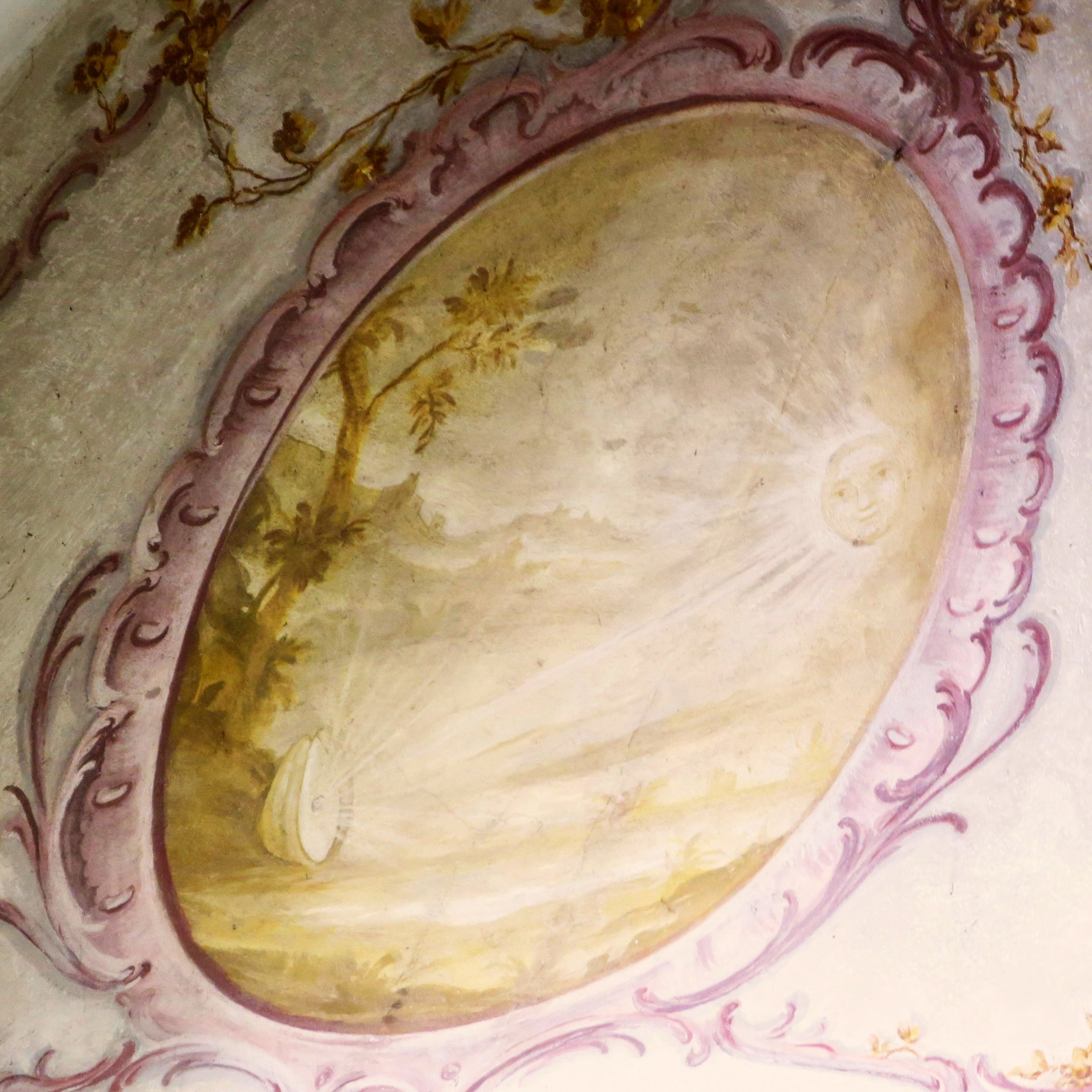
Von der Sonne beschienene Perlmuschel

Die beiden östlichen Stichkappen-Fresken stellen eine Szene aus der Geschichte von Annabrunn und gegenüber den Annabrunnen dar. Sie verdienen wegen dieses Bezugs zum Wallfahrtsort die Aufmerksamkeit der Betrachter. Auf dem ersten Bild führen zwei vornehm gekleidete Männer einen mit Pocken übersäten Kranken heran; der Gruppe gegenüber steht ein Mann mit Hut, dessen Geste wohl die Stelle anzeigen soll, an der die Kapelle erbaut werden soll. Auf dem Brunnenbild sitzt die Heilige Anna auf Wolken über dem großen, mit Wasser gefüllten Brunnenbecken und bringt das Wasser mit einer Art Ruder in Bewegung. Bittflehende haben eine kranke Frau auf einem flachen Wägelchen hergefahren und sich um den heilsamen Brunnen versammelt. 
Als Schöpfer der „einfachen ländlichen Rokokomalerei“ stehen (Johann) Paul Kurz der Jüngere (1721–1772) aus Mühldorf, Johann Michael Lechner († 1785) aus Neuötting, der um 1750 mehrfach in der Pfarrei Flossing tätig war, und Franz Joseph Soll (1734–1798) zur Diskussion, deren jeweilige malerische Handschrift jedoch zu wenig bekannt ist, um eine sichere Zuschreibung zu ermöglichen.